# Planetarium w Muzeum Techniki NOT
Planetarium w warszawskim Muzeum Techniki znajdowało się w Pałacu Kultury i Nauki i było miejscem prelekcji oraz pokazów o tematyce astronomicznej. Korzystało z projektora firmy Zeiss, za pomocą którego na wewnętrznej stronie kopuły odtwarzany był obraz nieba widocznego na wybranej szerokości geograficznej północnej półkuli Ziemi w dowolnej porze dnia i roku.

## Historia planetarium
Planetarium zainstalowano w 1972 roku w sali grupującej eksponaty z zakresu astronomii i astronautyki. Oficjalne otwarcie nastąpiło 17 lipca 1972 roku. W latach siedemdziesiątych seanse mogły jednorazowo oglądać nawet 54 osoby, ale w 1981 roku liczbę tę ograniczono do 34. Od 1972 do 2001 roku w planetarium odbyło się 20 000 seansów dla około 550 000 osób.

## Planetarium
Na ostatni program planetarium składało się kilkanaście różnych tematycznie prelekcji, także w formie lekcji szkolnych – dla liceów, gimnazjów i szkół podstawowych. Natomiast pokazy nieba dla osób indywidualnych odbywały się codziennie poza poniedziałkami.
W 2012 roku planetarium zostało odnowione. Ułożono bezpieczną niepalną dźwiękochłonną wykładzinę oraz zainstalowano nową klimatyzację.